# Pierre de Saint-Ours Deschaillons
Pierre de Saint-Ours Deschaillons, né en octobre 1640 à Grenoble dans le Dauphiné et mort le en octobre 1724 à Saint-Ours  en Nouvelle-France, est un officier militaire des troupes de la Marine, chevalier, lieutenant puis capitaine dans le régiment de Carignan-Salières et dans les troupes de la Marine. Il fut commandant du fort Chambly.

## Biographie
Pierre de Saint-Ours Deschaillons était le fils d’Henri de Saint-Ours et de Jeanne de Calignon. 
En 1658, Pierre de Saint-Ours entra dans le régiment de Carignan comme cadet et fut promu enseigne l’année suivante. 
En janvier 1664, il prit possession du patrimoine familial. 
Le 7 février 1665, il reçut sa commission de capitaine dans le régiment de Carignan-Salières et s’embarqua pour le Canada à la fin du mois de mai, avec sa compagnie. Ils atteignirent la ville de Québec le 12 septembre en compagnie de l’intendant Jean Talon. Pierre de Saint-Ours passa l’hiver au fort Sorel, que les soldats des capitaines Jacques de Chambly et Pierre de Saurel venaient de reconstruire.
En 1666, il participa à l’expédition d'Alexandre de Prouville de Tracy contre les Iroquois.
Le 8 janvier 1668, il épousa Marie Mullois, fille de Thomas Mullois ; ils eurent 11 enfants, dont Jean-Baptiste de Saint-Ours Deschaillons, né en 1669, qui devint capitaine et commandant du fort Caministigoyan. À l’époque de son mariage, Pierre de Saint-Ours reçut en concession la seigneurie de Saint Ours qui s’étendait sur la rive sud du fleuve Saint-Laurent jusqu’à la rivière Yamaska, entre les terres de ses compagnons d’armes, Pierre de Saurel, originaire de Grenoble comme lui et Antoine Pécaudy de Contrecœur, originaire du Dauphiné également.
En 1673, Pierre de Saint-Ours commandait un détachement dans l’expédition du gouverneur de la Nouvelle-France, Louis de Buade de Frontenac qui alla fonder le fort Cataracoui au lac Ontario. 
Pierre de Saint-Ours fit également le commerce de la fourrure avec les amérindiens de la Nation des Outaouais, notamment lors de foires à Montréal au cours desquelles, les Amérindiens venaient nombreux vendre leurs pelleteries. 
En 1679, Frontenac lui confia le commandement du fort Chambly et le chargea d’essayer de mettre un frein au trafic de l’eau-de-vie avec la Nouvelle-Angleterre. Il assumera le commandement de ce fort jusqu'en 1686.
En 1687, il fut nommé capitaine d'un régiment des troupes de la Marine. 
Pendant le siège de Québec de 1690, il prit part aux combats victorieux à la tête d'un bataillon. Après les succès militaires, il eut le droit de revenir en France se refaire une santé. 
En 1701, revenu en Nouvelle-France, il participa à l'enterrement du chef huron Kondiaronk, qui était un chef wendat de la nation des Pétuns ou Tionontates. 
Devenu veuf en 1705, il se remaria le 29 juillet 1708, avec Marguerite Legardeur, fille de Charles Legardeur de Tilly, et veuve d’un capitaine de l’armée.
Pierre de Saint-Ours Deschaillons mourut au mois d’octobre 1724, à son manoir de Saint-Ours.